# Kaghtsrashen
Kaghtsrashen là một đô thị thuộc tỉnh Ararat, Armenia. Dân số ước tính năm 2011 là 3110 người.